# József Lörincz
József Lörincz (n. 13 aprilie 1985, Bistrița, România) este un fotbalist român, care joacă pe post de fundaș la MSE Târgu Mureș în Liga a III-a. De-a lungul carierei a mai evoluat la Gloria Bistrița, Oțelul Galați, Bihor Oradea, Gloria Buzău, Victoria Brănești, Delta Tulcea și la FC Botoșani.
1. ↑  József Lörincz, FBref